# Dariam Coco
Dariam Coco-Bassey Oubiña (Lanzarote, Canarias 17 de diciembre de 1994)es una actriz y modelo española conocida por interpretar a Inés en La otra mirada (2019).

## Primeros años
Dariam Coco nació en Lanzarote en 1994. Su familia paterna es de Guinea Ecuatorial (salvo su abuelo paterno, que es nigeriano), mientras que su familia materna es de España. Su padre es el empresario y entrenador de fútbol Basilio Coco y su hermano es el jugador de fútbol profesional Saúl Coco. En 2012 fue coronada Miss Lanzarote con tan solo 17 años.

## Trayectoria profesional
Su debut en televisión fue en la serie Anclados en 2015, donde interpretó a la ganadora de Miss Costa Canaria en un episodio. También ha intervenido en los cortos Ocultos y Aquelarre; y en el largometraje Cuando florezca el cerezo, de Carlos Cabero. En 2019 interpretó por primera vez a un personaje principal en la serie de televisión de TVE La otra mirada, dando a vida a Inés. Ese mismo año participó en la serie de Netflix La casa de papel.
En 2021 se anunció su fichaje para el elenco principal de la serie original de Netflix Bienvenidos a Edén. Posteriormente, fichó por el largometraje La maniobra de la tortuga, dirigido por Juan Miguel del Castillo. En junio de 2021 fue una de las elegidas por la revista Screen International como una estrella emergente entre diez actores y cineastas españoles, en la undécima edición del Spain Stars of Tomorrow.

## Filmografía

### Cine
| Año  | Título                    | Personaje | Director                 |
| ---- | ------------------------- | --------- | ------------------------ |
| 2018 | Cuando florezca el cerezo | Dori      | Carlos Cabero            |
| 2022 | La maniobra de la tortuga | Mariluz   | Juan Miguel del Castillo |

### Televisión
| Año       | Título                     | Personaje          | Cadena    | Notas                                   |
| --------- | -------------------------- | ------------------ | --------- | --------------------------------------- |
| 2015      | Anclados                   | Miss Costa Canaria | Telecinco | 1 episodio                              |
| 2019      | La otra mirada             | Inés               | TVE       | Elenco principal; 8 episodios (Temp. 2) |
| 2019      | La casa de papel           | Bailarina          | Netflix   | 2 episodios                             |
| 2021      | El tiempo que te doy       | Clara              | Netflix   | 1 episodio                              |
| 2022-2023 | Bienvenidos a Edén         | Eva                | Netflix   | Elenco principal; 16 episodios          |
| 2024      | Una vida menos en Canarias | Bel                | Antena 3  | Elenco secundario; 4 episodios          |